# Estadi Azadi
L'Estadi Azadi (persa: ورزشگاه آزادی  Varzešgâh-è Âzâdi) és un estadi esportiu de la ciutat de Teheran, a l'Iran.
Va ser inaugurat el 17 d'octubre de 1971 amb el nom Estadi Aryamehr (persa: ورزشگاه آریامهر Varzešgâh-è Âryâmehr) (1971–1979). En aquest estadi hi juguen els clubs Esteghlal i Persepolis. Té una capacitat per a 78.116 espectadors des de l'any 2016. Anteriorment havia tingut capacitat per a 84.412 espectadors, (2012–2016) 95.225 (2003–2012) i 100.000 (1971–2003). El seu rècord d'espectadors fou de 128.000 en un partit de classificació per la Copa del Món de 1998 entre Austràlia i l'Iran.
Va ser la seu dels Jocs Asiàtics de 1974.

## Referències

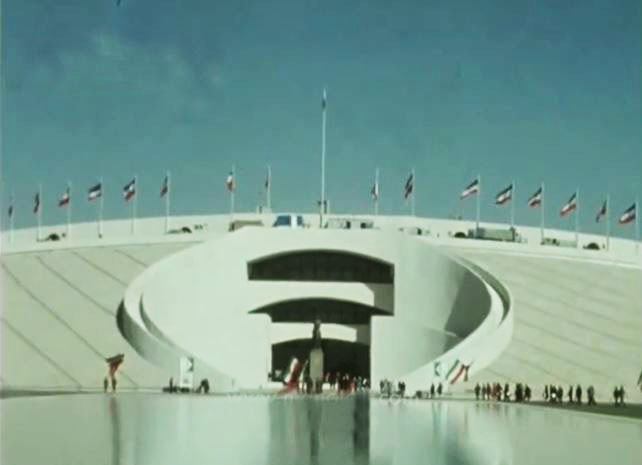
Façana VIP de l'estadi.